# Метлицкий, Игорь
Игорь Метлицкий (род. 1957) — советский самбист и дзюдоист, серебряный (1981) и бронзовый (1981—1983) призёр чемпионатов СССР по дзюдо, бронзовый призёр чемпионата СССР по самбо 1988 года, победитель (1988) и бронзовый (1986) призёр розыгрышей Кубка СССР по самбо, чемпион Европы по самбо 1989 года, победитель Чемпионата дружественных армий по дзюдо, мастер спорта СССР. Представлял «Вооружённые силы» (Минск). По самбо выступал в тяжёлой весовой категории (свыше 100 кг).

## Спортивные результаты
- Чемпионат СССР по дзюдо 1981 года —  (свыше 95 кг);
- Чемпионат СССР по дзюдо 1981 года —  (абсолютная категория);
- Чемпионат СССР по дзюдо 1982 года —  (свыше 95 кг);
- Чемпионат СССР по дзюдо 1983 года —  (свыше 95 кг);
- Кубок СССР по самбо 1986 года — ;
- Кубок СССР по самбо 1988 года — ;
- Чемпионат СССР по самбо 1988 года —  (свыше 100 кг);